# Ruhr Open
Het Ruhr Open is een van de snookertoernooien van de Kreativ Dental Clinic European Tour. De spelers die zich na deze toernooien in de top van de Order of Merit bevinden, mogen het Players Championship Grand Final spelen.
De eerste editie werd ook wel het PTC-5 of Euro Tour 5 (ET-5) genoemd, omdat dit het vijfde toernooi van het seizoen was. Het toernooi wordt ieder jaar gehouden in de RWE-Sporthalle in de Duitse plaats Mülheim an der Ruhr.
Het prijzengeld is € 125.000, waarvan de winnaar € 25.000 krijgt. In totaal doen er 128 spelers aan het toernooi mee. Als er te weinig inschrijvingen zijn, mogen amateurs proberen zich voor het toernooi te kwalificeren tijdens de dagen voor het toernooi. Iedere match bestaat uit 7 frames.

## Winnaars
| Jaar                     | Seizoen   | Winnaar      | Score | Finalist       | Info                    |
| ------------------------ | --------- | ------------ | ----- | -------------- | ----------------------- |
| 2013                     | 2013-2014 | Mark Allen   | 4-1   | Ding Junhui    | ET-5                    |
| Kreativ Dental Ruhr Open |           |              |       |                |                         |
| 2014                     | 2014-2015 | Shaun Murphy | 4-0   | Robert Milkins | ET-4                    |
| 2015                     | 2015-2016 | Rory McLeod  | 4-2   | Tian Pengfei   | ET-3 Rory rules in Ruhr |